# Intégration culturelle
L'intégration culturelle est une partie de l'intégration structurelle. Cette dernière comprend en outre l'intégration dans les structures sociales de la société (travail, habitat, etc.) et une participation efficace à la vie collective (associations, élections, etc.). Le processus est interactif.

## Intégration
Intégration est un terme qui a deux sens. En politique publique il est employé comme résultat recherché ou réclamé. Pour les sociologues l’intégration est un processus social susceptible, comme tout processus, d’avancées, de retournements et d’invention de modalités nouvelles. L’intégration culturelle s’oppose à l’assimilation culturelle où la personne ne se reconnaît plus dans son ancien système. Dans l’intégration culturelle elle ne conserve de ses anciennes références, si elle le désire, que celles qui sont compatibles avec les exigences de la vie commune et les valeurs collectives de la société d’accueil. Cet abandon s’effectue à des degrés divers selon les individus.

## Culture
La culture est un domaine qui englobe aussi bien les croyances, les valeurs, la religion que les loisirs et les habitudes alimentaires. Chaque société produit ses normes en fonction de son historicité. Dans les sociétés traditionnelles la culture est sacralisée. Elle résulte d’épreuves passées et de la manière dont elles ont été surmontées. Les rites et les croyances persistent alors même que les causes qui sont à leur origine ont disparu. En Occident se trouvent des sous-groupes culturels qui reflètent tant le passé que le présent. Les cultures d’un chef d’entreprise catholique intégriste, d’un ouvrier communiste athée ou d’un petit paysan d’un village qui se meurt sont profondément dissemblables.

## Identité de l’individu

### Le besoin identitaire individuel
Au sein d'une société, l’individu s’identifie à l’identité culturelle collective. L’idée d’un individu indépendant, autonome et essentiellement « non social », l’individualisme, s’est développé aux XIVe siècle et XVe siècle et a prospéré à partir du XVIIe siècle. La mondialisation a renforcé l’individualisme en mettant l’accent tant du point de vue commercial que du mouvement des idées sur la valorisation des identités culturelles individuelles,.

### La construction de l’identité
L’individu construit son identité par rapport à lui-même et par rapport à son environnement. Dès sa naissance l’enfant incorpore les manières de sentir, de penser et d’agir des parents. Cette culture est intériorisée de façon non consciente au plus profond de l’être. Au cadre familial se succèdent l’école, les groupes de pairs, les groupes professionnels, de loisirs, idéologiques, etc. Ces groupes ont chacun leur propre culture. Ces cultures peuvent se trouver en contradiction avec la culture familiale ou entre elles. À chaque fois l’individu doit intégrer le changement et reconstruire son unité pour s’adapter. Lorsque la culture familiale se trouve en opposition avec celle de la société d’accueil un nouvel équilibre doit être trouvé entre la culture reçue lors de l’enfance et les cultures acquises au courant de l’existence. Chaque individu effectue son propre dosage entre la continuité du passé et l’ancrage dans le présent. L’intégration culturelle dans la société d’adoption n’empêche pas le maintien d’une identité concernant l’origine. En témoigne la troisième ou quatrième génération des Guinéens à Dakar. Totalement intégrés dans la société dakaroise ceux-ci parlent parfaitement le wolof et ont adopté le modèle culturel dominant. Ils n’en ressentent pas moins le besoin d’affirmer leur identité guinéenne.

### La confrontation
Les relations entre Français et immigrés n’ont jamais été idylliques, même avec ceux qui paraissaient proches sur le plan culturel. Bien qu’ils soient catholiques les Italiens ont été l’objet d’une chasse à l’homme et massacrés dans le Sud de la France au XXe siècle et les Polonais ont été expulsés violemment par dizaine de milliers dans les années 1934-1935. « De tout temps les hommes ont cru qu’ils étaient mieux que leurs voisins…Les autres nous sont inférieurs parce qu’on les juge par les critères qu’on s’applique à soi-même ». Parfois au contraire, c’est un sentiment d’infériorité qui est ressenti par rapport à l’« autre ». L’identité de chacun se construit par l’interaction entre l’image qu’il a de lui-même et les images que les autres ont sur lui.

## L’identité culturelle collective
Alors que depuis 50 ans l’accent était mis sur l’individu et son identité culturelle personnelle, une revendication culturelle collective resurgit. Dominique Wolton l’attribue à la fin de l’affrontement Est-Ouest. Les grandes références sociales et idéologiques qui accompagnaient cet affrontement ont disparu. Elles sont remplacées par des identités culturelles collectives qui s’expriment par les langues, l’histoire, les traditions, voire par une autonomie réclamée ou une sécession. Ce qui était purement culturel devient politique. Pour Dominique Wolton une réflexion sur les identités culturelles collectives est nécessaire. Cette réflexion est politique. À défaut, des revendications culturelles sous-estimées pourraient aboutir à des excès de communautarisme ou d’irrédentisme identitaire et devenir des antichambres de la révolte.

## Cohabitation

### Le processus d’intégration
L’intégration à la française requiert la participation des immigrés à la vie nationale. En cela elle s’oppose au communautarisme. Contrairement à l’assimilation elle autorise le maintien de l’identité culturelle. Il s’agit de vivre ensemble tout en permettant aux immigrés de préserver des éléments de leur culture d’origine compatibles avec les valeurs de la société nationale. Les immigrés doivent adhérer aux règles de fonctionnement de la société d’accueil et participer activement à l’ensemble des activités de la société. En contrepartie l’égalité des droits leur est garantie. Ce processus requiert des implications de la part des deux parties. L’individu doit se remettre en cause. La société doit respecter les différences.

### Un enjeu politique majeur
Pour Dominique Wolton la diversité culturelle dans les sociétés occidentales représente un enjeu politique majeur au XXIe siècle. Elle se corrèle à la tradition politique universaliste née au XVIIIe siècle où l’on retrouve les Droits de l’homme et l’universalisme. Pour Manuel Boucher le véritable enjeu du débat porte plutôt sur le degré de reconnaissance des identités particulières au sein de l’espace public. Pour Margalit Cohen-Emerique il s’agit d’accepter que d’autres modes de vie sont possibles et légitimes sans toutefois menacer l’identité nationale. Les émeutes de banlieue en 2005 en France et entre 1999 et 2002 en Grande-Bretagne ont consacré les échecs du communautarisme anglo-saxon et de l’assimilation culturelle à la française. Ces deux conceptions sont en cours de rapprochement dans les deux pays déclenchant, ou devant déclencher, des débats sur une société interculturelle.

## La société d’accueil

### La citoyenneté
L’intégration culturelle doit permettre des relations apaisées entre individus de cultures différentes. La tradition et la religion n’assurant plus les échanges entre les hommes l’intégration repose sur la citoyenneté. La démocratie qui a été successivement politique, puis sociale, doit se rendre culturelle. Pour Dominique Wolton reconnaître l’égalité des cultures implique l’acceptation de parler des rapports entre personnes, la reconnaissance de l’altérité et la construction d’une relation. Ce débat n’est ouvert ni sur le plan politique, ni par les médias. Seule exception, notable, le Canada où, en 2007, une commission a été mise en place pour réfléchir aux problèmes posés par le multiculturalisme et formuler des préconisations pour le mieux vivre ensemble. Le Rapport Bouchard-Taylor qu’elle a rédigé peut ainsi constituer un guide pour une réflexion en Europe.

### Une citoyenneté formelle
« Tous les individus démocratiques admettent maintenant qu’en deçà d’une certaine condition économique la citoyenneté devient formelle parce que la dignité du citoyen n’est pas respectée ». Les zones urbaines sensibles (ZUS) sont des zones de pauvreté. Celle-ci s’ajoute aux discriminations concernant l’emploi et le logement. La ségrégation à l’école sape la confiance dans les institutions. Dans son livre Penser la diversité du monde Philippe d'Iribarne oppose la conception occidentale qui défend la démocratie et les droits de l’individu à celle d’autres univers culturels qui place l’égalité, la justice et l’intérêt collectif au premier plan. La pauvreté était vécue pendant des siècles comme une condition imposée par le destin et partagée par beaucoup d’autres. Depuis la présomption de l’égalité des chances elle consacre l’incapacité et l’échec personnels.

### Une communication difficile
Les préjugés et l’assimilation des immigrés ou de leurs descendants à leur groupe d’origine altèrent la communication et créent chez l’interlocuteur des réactions péjoratives. Celles-ci empêchent le processus d’identification qui est à la base de l’intégration culturelle de l’immigré. Les discriminations au faciès réalisées dans les contrôles policiers sont interprétées comme une présomption de culpabilité. Les jeunes ne se sentent pas respectés ou pas reconnus comme français à part entière. Le processus d’intégration culturelle en est perturbé.

## Un environnement défavorable

### L’emploi
L’intégration sociale au travail est un élément déterminant dans le processus d’intégration culturelle. Le contact avec les autochtones permet l’identification et l’assimilation à la culture du pays. Les amitiés qui se forgent au travail et les adhésions syndicales renforcent l’intégration culturelle. Selon Dominique Schnapper les relations sociales sont influencées par le statut professionnel. Les chômeurs limitent les échanges. Ceux qui avaient une activité syndicale ou politique la réduisent. L’identification et l’assimilation culturelle en sont freinées.

### L’habitat
La concentration d’immigrés dans les ZUS contrarie l’intégration culturelle. En témoigne la sécularisation qui est souvent considérée dans notre société comme une assimilation et un progrès. Dans les ZUS les enfants d’immigrés originaires de pays musulmans ne sont que 8 % à se déclarer sans religion contre 26 % de ceux qui habitent dans un meilleur environnement. La pression sociale exercée sur eux y est plus forte. Les mariages et unions libres entre descendants d’immigrés et d’autochtones en début de vie amoureuse (20-29 ans) sont également un signe d’intégration culturelle. L’enquête MGIS pour l’année 1992 indique, concernant les jeunes d’origine algérienne, qu’un quart des filles et la moitié des garçons de cette catégorie vivaient avec un conjoint autochtone. Ces types d’union sont maintenant en forte diminution, conséquence de la désécularisation dans les banlieues dégradées.

### La religion

#### Le renouveau de la religion
Le renouveau de la religion est un phénomène global depuis la seconde moitié du XXe siècle, conséquence de la mondialisation. Les migrations de la campagne vers les villes ou d’un pays à l’autre font perdre aux migrants leurs racines et leurs places dans les communautés. Ils ont à reconstruire leur identité. Le monde est devenu aliénant et a perdu son sens. La religion donne un sens de l’identité et les groupes religieux recréent des communautés. Elle réagit au relativisme moral et à la tolérance individuelle en réaffirmant des valeurs d’entraide et de solidarité humaine.
Concernant la charia seule une minorité d’extrémistes en demande une application intégrale. Même les plus traditionnels et les plus religieux des immigrés musulmans réinterprètent la tradition musulmane selon les valeurs de la société ambiante.

#### La laïcité
Dans les sociétés traditionnelles la religion imprègne tous les actes de la vie. Même dans les pays européens la séparation État/religion se trouve être à géométrie variable, chaque pays étant tributaire de son histoire. La séparation État/religion n’est pas naturelle pour nombre d’immigrés. En France elle a pour contrepartie les promesses d’égalité dans la République. Ces promesses ne sont pas toujours tenues. Les discriminations au travail et pour l'accès au logement, les inégalités scolaires et sociales contredisent les promesses d’égalité, ce qui ne facilite pas l’intégration du concept de laïcité dans les esprits. D’autant plus que les frontières de la laïcité sont floues voire variables selon les différentes religions.

#### Religion et culture
Pour aborder le débat sur la diversité culturelle et permettre le vivre ensemble il faut séparer culture et religion. Ceci est compatible avec les croyances de la majorité des musulmans pour qui la charia est seulement une référence morale. Dominique Wolton estime nécessaire d’enclencher un débat politique sur la culture afin d’éviter que la religion ne devienne un facteur central de la politique.

### Interférences extérieures
La construction identitaire peut être influencée par le passé ou par des évènements extérieurs. Les anciens colonisés peuvent conserver un lien très étroit avec leur propre culture symbole de résistance au colonisateur. De même les immigrés peuvent s’identifier à des pays du Moyen-Orient ou d’Afrique de même religion ou de même communauté dans lesquels les Occidentaux interviennent militairement. Ils ne sont guère incités dans ces cas à s’intégrer culturellement.

## Les générations

### Une intégration culturelle réussie
L’intégration culturelle est un processus qui couvre plusieurs générations. Les enfants d’immigrés ont besoin d’un lien avec leurs origines pour se construire souligne le Haut Conseil à l’intégration. La première génération modifie déjà certains de ses modes de vie. Elle apprend à cuisiner des mets du pays d’accueil, souvent sous l’influence des enfants. À Noël beaucoup de familles originaires du Maghreb font sapin ou tout au moins donnent des cadeaux aux enfants.
La deuxième génération est intégrée grâce à l’école. Elle a les mêmes goûts en matière de loisirs et de consommation culturelle que les autochtones de même catégorie sociale. Il n’y a pas de différence notable non plus entre les adolescents nés de parents étrangers et les autres concernant l’attitude envers la nation, c’est-à-dire l’identification nationale. Il en est de même pour la tolérance à l’égard de tous les comportements, ce qui est une caractéristique de toutes les démocraties individualistes. Le Haut Conseil à l’Intégration constate que ces jeunes se sentent intégrés et réfutent tout discours qui nierait leur intégration et leur citoyenneté. Or leur statut concernant le droit du sol est négativement dérogatoire. Avant treize ans ils n’ont pas la nationalité française. Entre treize et dix huit ans ils ne peuvent avoir la nationalité française que sur demande et sous conditions. La loi Guigou qui a adouci la loi Pasqua ne leur a pas rétabli l’intégralité des dispositions sur le droit du sol en vigueur avant 1993. Cette stigmatisation est mal vécue.

### Un décalage
Les enfants d’immigrés sont intégrés culturellement mais subissent une discrimination au niveau de l’emploi et de l’habitat due à l’origine de leurs parents. Ils se sentent renvoyés à une marginalité qui ne correspond ni à la réalité objective ni à leurs aspirations. En réaction ils revendiquent leur ethnicité pour retrouver leur estime de soi. Cela se manifeste par la musique, l’expression corporelle, le langage, voire la religion. Les plus frustrés recourent à la violence.

### Le djihadisme
Le manque de cohésion sociale et l’absence d’intégration socioéconomique engendrent des situations conflictuelles qui peuvent prendre des formes diverses allant jusqu’à la criminalité organisée ou la dissidence armée. Bon nombre d’apostats influencés se convertissent à l’Islam afin d’aller faire le djihâd pour combattre en Syrie, puis revenir en Europe pour mener des attentats islamistes.